# Avortement en Côte d'Ivoire
L'avortement en Côte d'Ivoire est illégal, sauf en cas de grossesse résultant d'un viol ou d'un inceste, ou si la grossesse met en danger la vie ou la santé. La ratification par le pays du Protocole de Maputo l'oblige à inclure le motif supplémentaire des malformations fœtales . Les avortements légaux nécessitent l'approbation d'un médecin et d'un juge. Héritant initialement de la loi française sur l'avortement, la Côte d'Ivoire a inclus une interdiction des avortements non vitaux dans son code pénal de 1981, avec des exceptions ajoutées en 2019 et 2024. Les avortements illégaux sont fréquents et les sanctions ne sont pas appliquées.
Le faible taux de contraception et le taux élevé de grossesses non désirées en Côte d'Ivoire contribuent à son taux d'avortement, qui est le plus élevé chez les jeunes femmes célibataires. L'avortement est couramment utilisé comme méthode de contrôle de la fertilité ou d'espacement des naissances . De nombreux avortements illégaux sont pratiqués par des professionnels de la santé qui ont recours à l'avortement chirurgical, parfois dans des cliniques spécialisées. Les avortements auto-induits sont également fréquents, qui peuvent utiliser des méthodes traditionnelles ou des médicaments importés et non réglementés. La plupart des avortements pratiqués dans le pays, en particulier les avortements auto-induits, sont dangereux, contribuant à la mortalité maternelle. La loi prévoit des soins post-avortement, mais ceux-ci ne sont souvent pas fournis. Le pays compte quelques groupes pro-avortement, mais l'opposition religieuse à l'avortement est plus répandue.

## Législation
Le code pénal de la Côte d'Ivoire interdit l'avortement, avec des exceptions dans les cas de grossesse résultant d'un viol ou d'un inceste, de risque pour la vie ou la santé physique ou mentale de la mère. Grâce à la ratification du Protocole de Maputo par le pays, il autorise l'avortement pour ces motifs ainsi que dans le cas de malformations fœtales, mais son code juridique n'est pas conforme au traité. Un avortement nécessite l'approbation de deux médecins, avec l'approbation judiciaire, en plus de celui qui pratique la procédure,. L'exigence est levée si seulement deux médecins sont disponibles. Le médecin doit conserver une copie de cette approbation et en remettre une autre à la patiente. Pour que les mineures puissent avorter, le consentement des parents est requis, à moins que le médecin ne détermine que c'est urgent. En cas de viol, un rapport de police et une décision judiciaire sont requis comme preuve. L'objection de conscience à l'avortement est autorisée par le code de déontologie médicale du pays. Le pays ne dispose pas de loi sur la santé reproductive ni de directives pour les services d’avortement, ce qui conduit de nombreux professionnels de la santé à éviter la procédure.
En vertu de l'article 425, pratiquer un avortement illégal est puni d'un emprisonnement d'un à cinq ans et d'une amende de 150 000 à 1,5 million de francs, ou de cinq à dix ans et d'une amende de 1 à 10 millions de francs en cas de récidive. La peine est de deux à cinq ans et de 200 000 à 2 millions de francs si la grossesse cause un préjudice, et portée à dix à vingt ans si elle entraîne la mort. L'article 426 stipule que pratiquer un avortement est puni de six mois à deux ans d'emprisonnement et d'une amende de 50 000 à 500 000 francs. Ceux qui aident à un avortement peuvent également être punis. Promouvoir ou faire la publicité de l'avortement, qu'il contribue ou non directement à un avortement, est puni de six mois à trois ans d'emprisonnement. Cependant, l'avortement est légal en pratique, car aucune poursuite n'est engagée.

## Histoire
La loi française sur l'avortement de 1920 a été héritée par la Côte d'Ivoire. La loi sur l'avortement dans le code pénal du pays conserve en partie le libellé de l'article 317 du Code pénal français de 1810, y compris l'ajout de 1939 du mot «manœuvres» pour englober toutes les méthodes d'avortement. Dans le code pénal du pays de 1981, l'article 366 interdisait l'avortement sauf pour sauver la vie de la mère. Le pays a introduit une politique de fertilité en 1997, visant à introduire l'utilisation de contraceptifs, mais l'accès est resté faible, contribuant aux avortements. En 2000, le plaidoyer pour la légalisation de l'avortement en Côte d'Ivoire s'est concentré sur l'inégalité de classe, car celles qui pouvaient se permettre un avortement pouvaient recevoir la procédure en toute sécurité auprès de prestataires connus des autorités.
La Côte d'Ivoire a ratifié le Protocole de Maputo le 9 mars 2012. La Loi no 2019-574, adoptée le 26 juin 2019, a modifié le code pénal pour autoriser l'avortement en cas de viol, en plus du motif existant de risque pour la vie,. Cela s'est produit après l'engagement du pays en 2015 à mettre le code pénal en conformité avec le droit international et le plaidoyer du Comité des Nations Unies pour l'élimination de toutes les formes de discrimination à l'égard des femmes. L'OpenDemocracy a rapporté en 2022 qu'un centre de grossesse de crise à Abidjan, Étoile du Matin, s'était livré à de la désinformation sur la loi sur l'avortement, en déclarant par exemple que l'avortement était légalement un meurtre, avec le soutien de groupes anti-avortement tels que Heartbeat International, basé aux États-Unis, et l'Association pour la vie en Afrique, basée en Zambie. Le sénateur Mamadou Kano a proposé une enquête sur ces activités,. La Loi no 2024-358, votée le 19 juin 2024, a introduit l'article 427 du code pénal, qui a ajouté l'inceste et le risque pour la santé comme motifs d'avortement,.

## Prévalence
Le taux d'avortement estimé en Côte d'Ivoire en 2015-2019 était de 207 000, ce qui équivaut à 37% des grossesses non désirées ou 16% de toutes les grossesses. Ce chiffre est en hausse par rapport aux 26% de grossesses non désirées en 1990-1994, tandis que le taux de grossesses non désirées a diminué de 17%. Selon le Suivi des performances pour l'action en 2017, le taux d'avortement était de 40,7 pour 1 000 femmes en âge de procréer. Une enquête nationale de 2012 a révélé que 42,5% des femmes ayant déjà été enceintes ont eu recours à un avortement. Les taux d'avortement varient selon les régions. Les zones urbaines ont des taux plus élevés que les zones rurales, en partie en raison d'une plus grande indépendance sociale et d'un meilleur accès aux prestataires de soins médicaux. La loi restrictive sur l'avortement contribue au manque de données officielles.

### Méthodes
Les professionnels de la santé pratiquent 47,9% des avortements, tandis que 50,1% sont pratiqués à domicile, en 2012. Dans la capitale, Abidjan, l'avortement illégal est largement disponible dans les établissements médicaux privés, y compris certains qui se consacrent à cette procédure. La méthode d'avortement chirurgical la plus courante chez les prestataires médicaux illégaux est l'aspiration manuelle intra-utérine. La dilatation et le curetage sont également pratiqués par des professionnels de la santé. Les avortements chirurgicaux sont disponibles dans les hôpitaux pour 50 000 à 150 000 francs (76 à 229 euros), en 2022. La plupart des gens dans le pays ne peuvent pas se le permettre, et certains se voient refuser la procédure parce qu’ils sont jeunes ou célibataires.
De nombreuses femmes qui ne peuvent pas se permettre un avortement pratiqué par des professionnels de santé le font plutôt auprès de prestataires de soins non médicaux, dont les installations sanitaires et les services sont inadéquats. Une méthode courante chez ces prestataires consiste à endommager le sac gestationnel par l'insertion d'un cathéter. En 2012 , 49,4% des avortements sont soit auto-induits, soit pratiqués par desguérisseurs traditionnels. Les méthodes courantes dans de tels cas comprennent l'ingestion de plantes comme le coton ou le caféier. L'insertion vaginale de branches, de produits chimiques, de verre ou d'un mélange de plantes et de kaolin, la consommation de quantités excessives d'alcool, d'aliments acides ou sucrés (comme le cola). Les méthodes varient considérablement selon les villages et les couches sociales. Elles sont souvent dangereuses, les méthodes qui utilisent des produits à base de plantes toxiques, des médicaments auto-administrés ou des objets tranchants présentent des risques élevés de mortalité. D'autres avortements auto-induits utilisent des médicaments abortifs importés, connus sous le nom de «médicaments chinois», coûtant environ 60 000 francs (100 dollars américains), le marché de ces produits n'est pas réglementé et repose sur la croyance des gens en leur efficacité. Les pharmacies vendent la pilule abortive misoprostol pour 5 000 à 8 000 francs (10 dollars américains), mais elle est rarement disponible, de sorte que les médicaments chinois sont plus courants. De nombreuses femmes tentent plusieurs méthodes d'avortement, en commençant généralement par un prestataire traditionnel.
La plupart des avortements en Côte d'Ivoire sont pratiqués par des prestataires non formés qui utilisent des méthodes dangereuses. Les avortements dangereux représentent six avortements sur dix dans le pays en 2018. Une enquête de 2017 menée par le Suivi des performances pour l'action a classé 62,4% des avortements comme étant les moins sûrs. Les avortements à risque contribuent au taux de mortalité maternelle du pays, qui est l'un des plus élevés de la région, passant de 330 pour 100 000 en 1986 à 597 pour 100 000 en 1996, dans un contexte d'augmentation des avortements. En 2018 , l'avortement est responsable de 18% de la mortalité maternelle. En ville, les avortements dangereux et mortels sont fréquents, même dans les hôpitaux. Une enquête de 1995 a révélé qu'un tiers des avortements comportaient des complications et qu'un tiers des femmes du pays connaissaient quelqu'un qui avait subi un avortement mortel. Les avortements auto-induits sont plus susceptibles d'entraîner des complications que ceux pratiqués par des professionnels de la santé.

### Facteurs sociétaux
Le pays a un taux élevé de grossesses non désirées et un faible taux de contraception, ce qui contribue aux avortements. La plupart des femmes qui se font avorter ont moins de 25 ans et sont célibataires, beaucoup sont également étudiantes. Les taux d'avortement sont plus élevés chez les femmes plus instruites. La proportion de femmes de moins de 25 ans qui ont eu recours à l'avortement est passée de 6% chez celles nées avant 1962 à 26% chez celles nées entre 1973 et 1977, on a assisté à un glissement du recours à l'avortement pour espacer les naissances vers son utilisation lors de la première grossesse, avec une préférence accrue pour les familles de petite taille. Les personnes pauvres ou peu instruites sont plus susceptibles d'avoir recours à des avortements à risque. Les jeunes femmes provoquent souvent elles-mêmes des avortements car elles ne peuvent pas se permettre de payer les services médicaux.
Les facteurs qui motivent les avortements comprennent l'incapacité à financer un enfant, l'incapacité de la famille à l'élever, le désir de terminer ses études ou la volonté d'éviter les répercussions sociales d'une grossesse prénuptiale. Si les femmes prennent généralement elles-mêmes la décision d'avorter, ce sont souvent leurs partenaires qui financent l'intervention. Les parents influencent souvent leurs décisions et les poussent parfois à avorter . Depuis les années 1990, de nombreuses Ivoiriennes ont recours à l'avortement comme méthode de régulation de la fécondité, notamment à Abidjan, où il a contribué à la baisse du taux de natalité autour des années 1990.
L'avortement est un sujet tabou en Côte d'Ivoire, violant les opinions religieuses ainsi que les normes de genre qui attendent des femmes qu'elles aient des enfants. La stigmatisation conduit à un manque de connaissances sur l'avortement dans le pays. Les attitudes sociales ou religieuses à l'égard de l'avortement conduisent souvent les femmes à regretter d'avoir subi la procédure. La plupart des femmes dans le pays ne connaissent pas la loi sur l'avortement. L'avortement étant illégal, les femmes qui souhaitent avorter s'appuient sur les réseaux sociaux avec d'autres personnes ayant subi la procédure pour obtenir des informations. Comme les femmes gardent généralement les avortements secrets, la qualité des soins qu'elles reçoivent dépend des connaissances de ceux avec qui elles en discutent.

### Soins post-avortement
Les directives nationales de santé exigent que les patientes ayant subi un avortement aient accès aux soins post-avortement (SPA). Les établissements publics et privés proposent des SPA, mais les prestataires d'avortements illégaux ne le font généralement pas. De nombreux prestataires de SPA offrent des services incomplets. Bien que la majeure partie de la population vive à proximité d'un prestataire de SPA, les femmes pauvres ou rurales y ont un accès plus limité. L'illégalité de l'avortement incite les femmes à retarder le recours aux SPA, ce qui contribue aux décès. D'autres raisons pour lesquelles les femmes évitent les SPA incluent le manque de couverture, le manque d'information et le manque de confidentialité dans les hôpitaux publics. Parmi les patientes ayant subi des SPA, 43,7% reçoivent une contraception post-avortement et 4,5% reçoivent une contraception réversible à action prolongée, en 2022.

## Débat et plaidoyer
Les militants pro-avortement soutiennent que les exigences en matière de preuve légale de viol ou d'inceste sont trop élevées pour que les femmes puissent bénéficier d'un avortement légal, Parmi les groupes qui militent pour la légalisation de l'avortement en Côte d'Ivoire, on trouve le Collectif des Activistes de Côte d'Ivoire et l'Organisation de dialogue pour un avortement sécurisé. Des organisations internationales telles que le Fonds des Nations Unies pour la population et Care International ont promu l'éducation à l'avortement dans le cadre de la loi existante ; d'autres, comme EngenderHealth, ont appelé le pays à aligner sa loi sur le droit international. Les groupes pro-avortement en Côte d'Ivoire ont moins d'influence que l'opposition religieuse à l'avortement. Les opinions chrétiennes et islamiques contre l'avortement sont toutes deux répandues, et des autorités religieuses telles que l' Alliance des Religieux pour la Santé Intégrale et la Promotion de la Personne Humaine estiment que l'avortement viole le droit du fœtus à la vie. Parmi les professionnels de la santé, les opinions sur la loi sur l'avortement varient entre ceux qui soutiennent la loi existante, estimant qu'elle contribue à réduire le risque d'avortements à risque, et ceux qui soutiennent la réforme, estimant que les avortements sûrs seraient plus accessibles s'ils étaient légaux.